# 日本人はいつ日本が好きになったのか
日本人はいつ日本が好きになったのか（にほんじんはいつにほんがすきになったのか）とは2013年9月14日にPHP研究所から出版された書籍の名称。著者は竹田恒泰。レーベルはPHP新書。発売から1ヶ月を待たずして10万部を超えたベストセラーである。この書籍は前面を覆う大きな帯が採用されており、これのインパクトが書店での評判も良く部数を伸ばせているとのことで、2014年2月には14万部に達した。